# GBOX
GBOX je multimedijski zabavno-informativni sustav koji od 2005. godine razvija tvrtka Preon NT d.o.o. iz Zagreba. Osnovna namjena GBOX sustava je distribucija audio-video programa, odnosno njegovo emitiranje na razglas i video površine u lokaciji na kojoj je postavljen. 

## Mogućnosti GBOX sustava
GBOX emitira program koji se sastoji od zabavnog sadržaja s glazbenim spotovima ili video galerijama, te promidžbenog sadržaja. Glazbeni program može se prilagoditi prema žanru ili specifičnoj listi pjesama, te vremenski po satu i danu u tjednu. U nekim lokacijama postavlja se uređaj s ekranom osjetljivim na dodir putem kojega posjetitelji lokacije mogu sami odabirati glazbene spotove, kao kod jukebox uređaja. Ta usluga je za krajnjeg korisnika besplatna, stoga GBOX po klasifikaciji ne spada u kategoriju aparata za igre na sreću.
Video oglasi prikazuju se pomoću digital signage tehnologije, te imaju oblik telopa. To su promidžbene animacije koje traju od 15 do 40 sekundi, te ne zauzimaju više od trećine površine ekrana.
Dodatna mogućnost GBOX sustava jest distribucija sadržaja putem bluetooth bežićnog protokola. Najčešće se radi o slanju  qpona - digitalnih kupona. Stoga oglasni prostor na GBOX sustavu možemo svrstati u kategorije indoor marketinga i bluetooth marketinga.

## Tehnička izvedba
Gledano s tehničke strane, GBOX je računalni sustav koji koristi umrežena računala na udaljenim lokacijama, te vlastiti softver za baratanje s bazama mutimedijskog sadržaja, obradu videa, automatizaciju rasporeda emitiranja audio-video programa, bluetooth server i 3D korisničko sučelje. 

## Rasprostranjenost
Trenutno je GBOX prisutan na više od 15 lokacija u Gradu Zagrebu i Zagrebačkoj županiji, te se planira daljnje širenje. To su uglavnom barovi, klubovi, kafići i fitness centri. Među prvim lokacijama s GBOX sustavom bili su klubovi Fly! Bar i The Movie Pub, te fitness centri City fitness & Spa i Squash Tower.

## Vanjske poveznice
- GBOX internet stranica  Arhivirana inačica izvorne stranice od 5. ožujka 2016. (Wayback Machine)